# Mallos dugesi
Mallos dugesi là một loài nhện trong họ Dictynidae.
Loài này thuộc chi Mallos. Mallos dugesi được Lawrence Becker miêu tả năm 1886.